# 카팔리슈와라르 사원

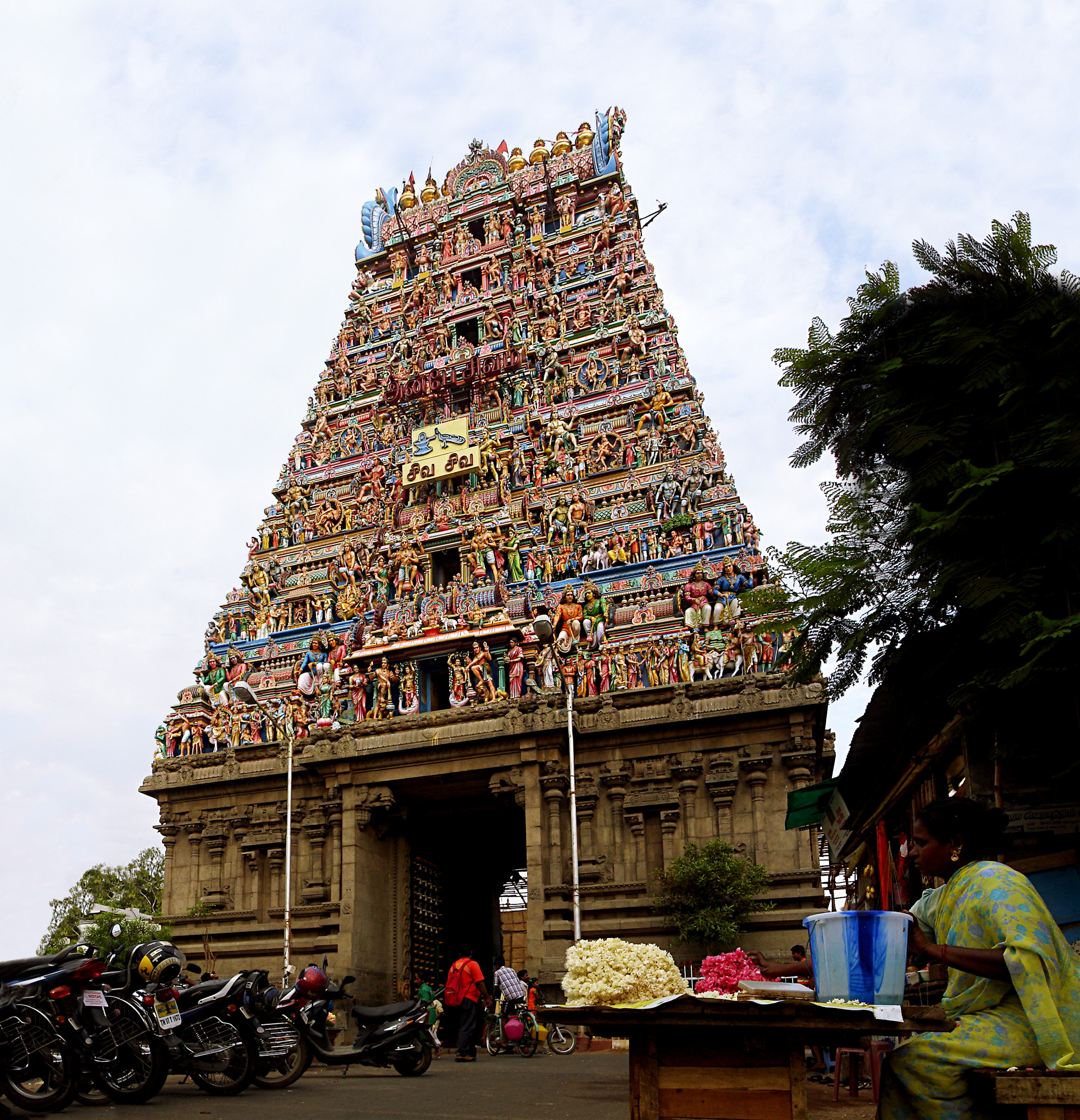
카팔리슈와라르 사원

카팔리슈와라르 사원(타밀어: மயிலாப்பூர் கபாலீசுவரர் கோயில்)은 인도 타밀나두 주 첸나이에 위치한 힌두교 사원이다. 사원은 7세기 경 드라비디안 건축 형식으로 지어진 것으로, 오래된 사원 중 하나이다.